# Ivan Chichkine
Pour les articles homonymes, voir Chichkine.
Ivan Ivanovitch Chichkine (en russe : Иван Иванович Шишкин) né le 13 janvier 1832 (25 janvier dans le calendrier grégorien) à Ielabouga et mort le 8 mars 1898 (20 mars dans le calendrier grégorien) à Saint-Pétersbourg, est un peintre et graveur russe.

## Biographie
Après avoir passé son enfance dans les régions sauvages de l'Oural et de la Volga, il poursuivit ses études secondaires au lycée classique de Kazan, puis il étudia à l'École de peinture, sculpture et architecture de Moscou pendant quatre années, puis à l'Académie impériale des beaux-arts de Saint-Pétersbourg de 1856 à 1860, dont il sortit avec les plus grands honneurs et une médaille d'or. Cinq ans plus tard, Chichkine devint lui-même membre de cette Académie, puis professeur. Il était par ailleurs professeur à l'École supérieure des arts, spécialisé dans les paysages.
C'est d'ailleurs pour ses paysages frappants de réalisme et pour sa technique irréprochable qu'il est le plus connu. Pendant un certain temps, Chichkine vécut et travailla auprès du peintre Rudolf Koller à Zurich, en Suisse, puis en Allemagne, et se perfectionna de 1864 à 1865 à l'Académie des beaux-arts de Düsseldorf. 
À son retour à Saint-Pétersbourg, il devint membre du mouvement des Ambulants et fonda en 1871 la Société des aquarellistes russes. Il prit aussi part à de nombreuses expositions en Russie et à l'étranger, aux Expositions universelles de Paris en 1867 et 1878, et de Vienne 1873. La technique de peinture de Chichkine est fondée sur une étude analytique de la nature et il faisait des recherches approfondies sur tous ses sujets. Il est célèbre pour ses paysages, mais c'est aussi un excellent dessinateur et graveur.
Il est enterré au cimetière Tikhvine de Saint-Pétersbourg.

## Galerie d'images

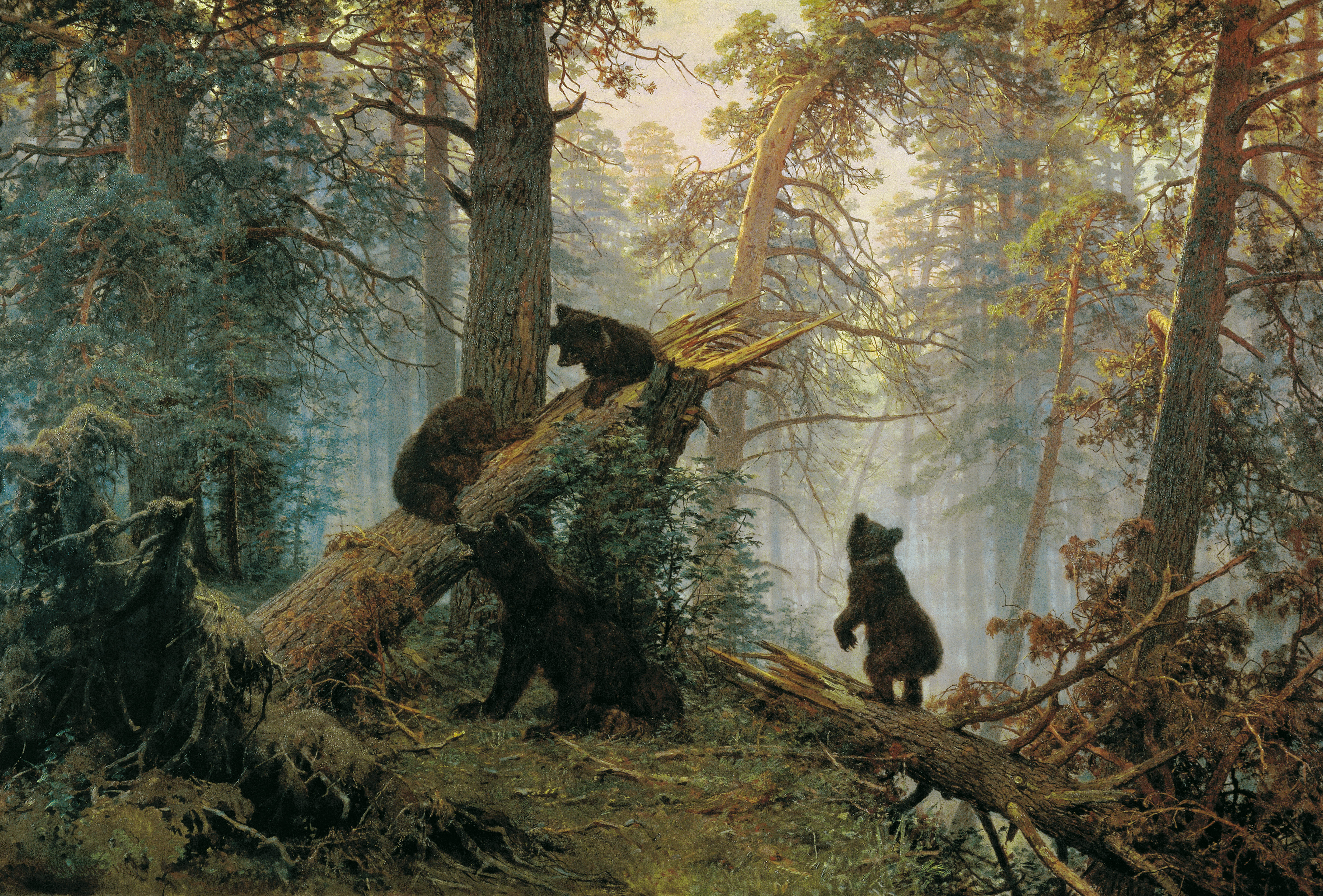
Ivan Chichkine et Constantin Savitski, Un matin dans une forêt de pins (1886), Moscou, galerie Tretiakov.
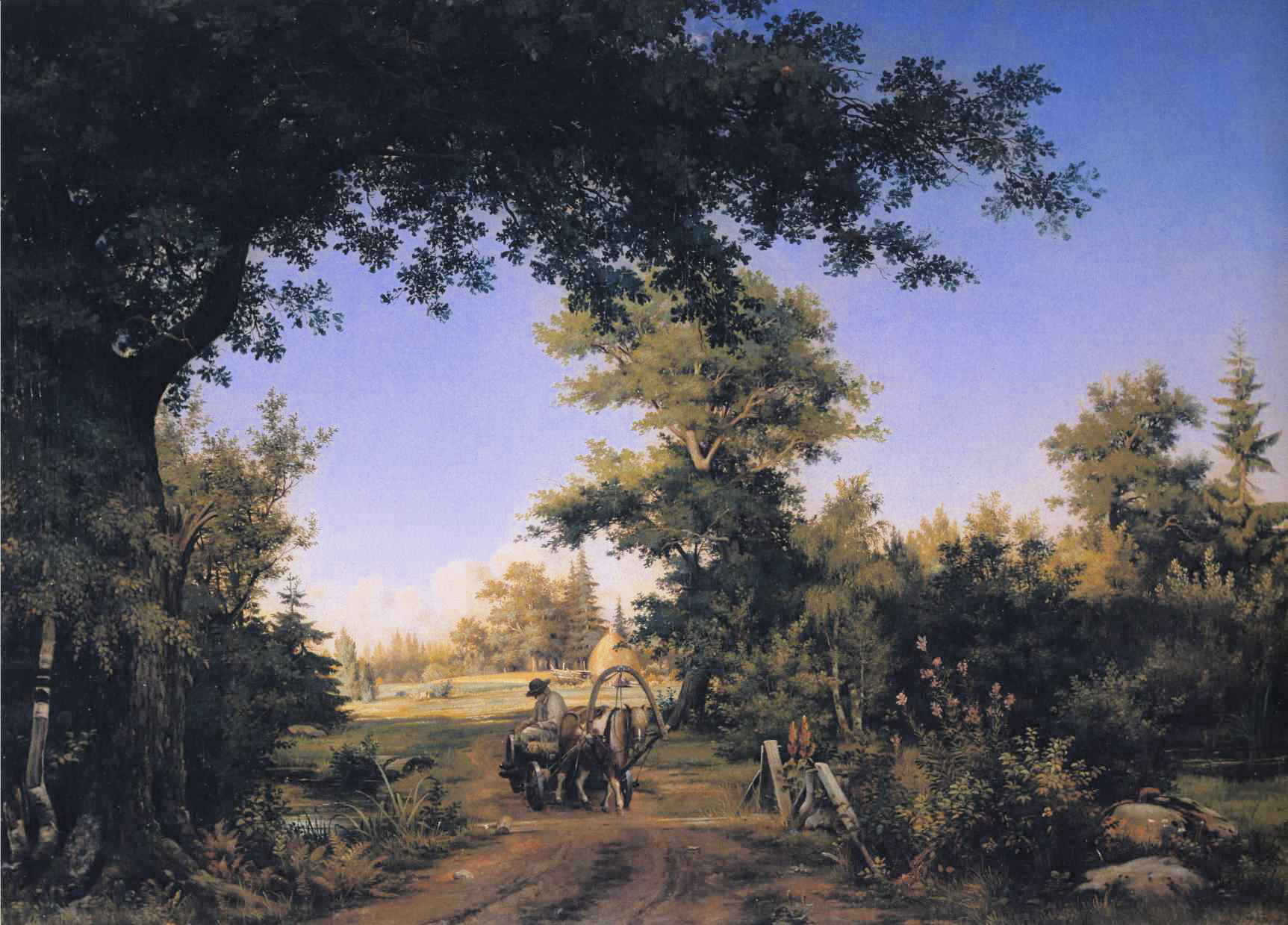
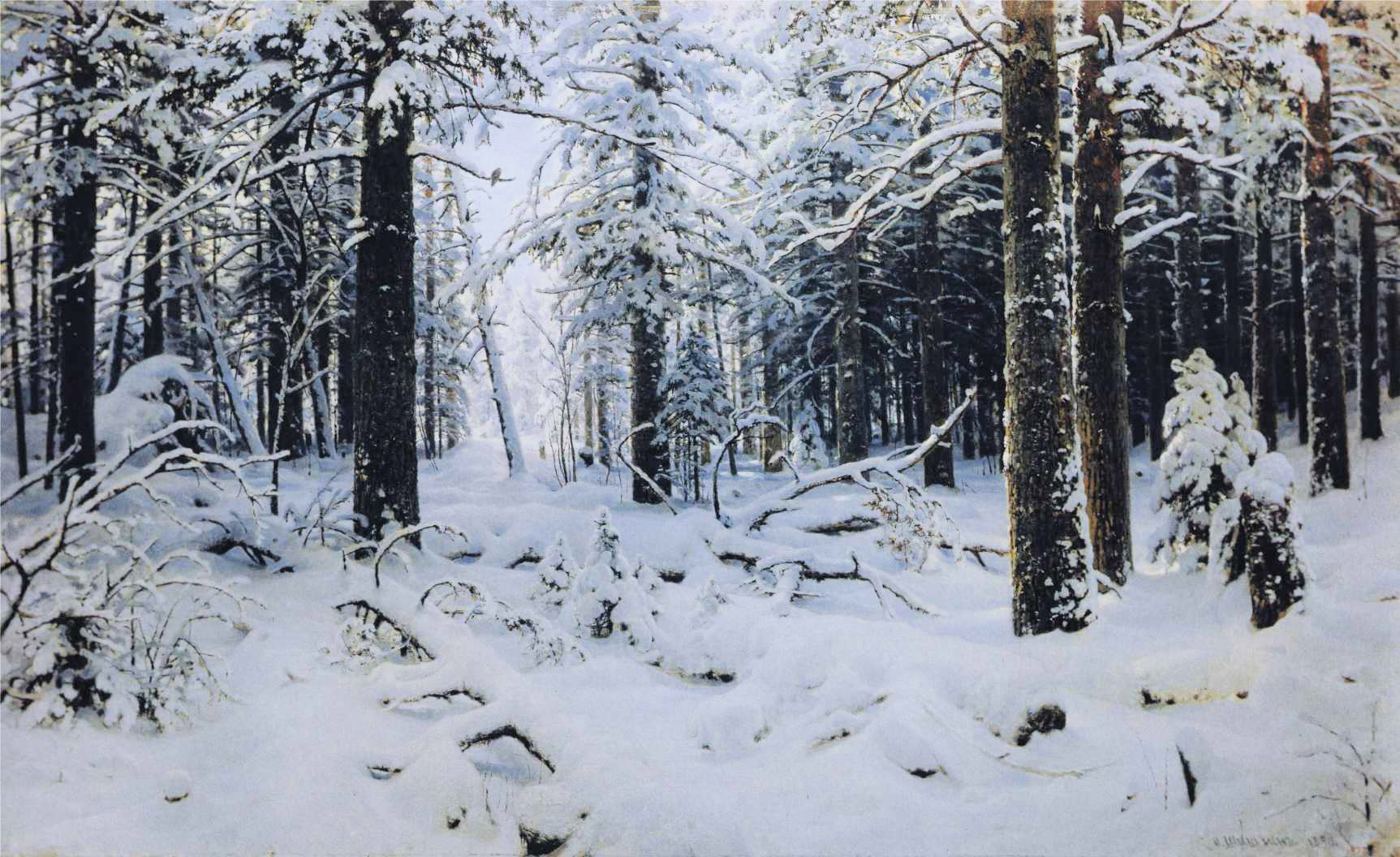
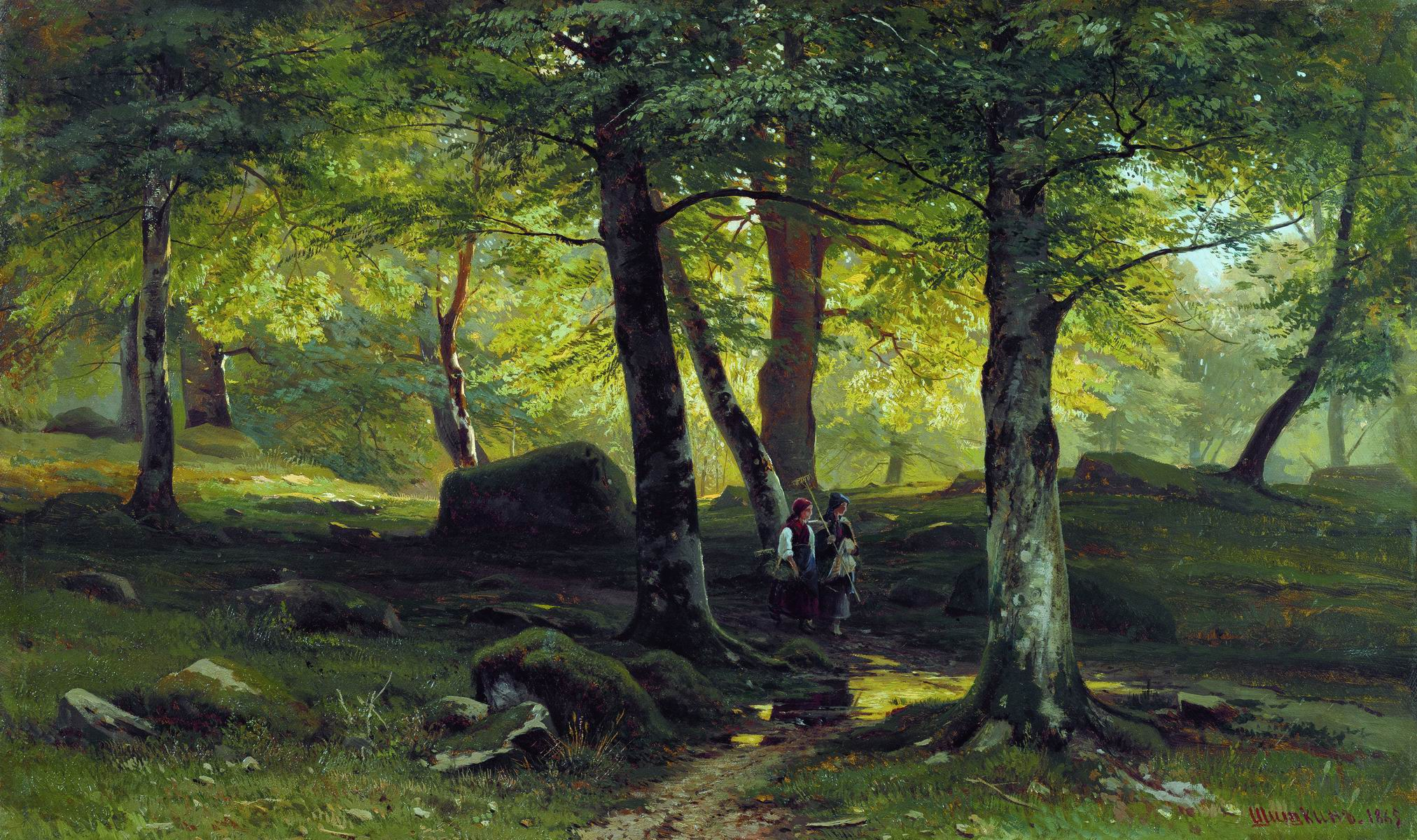
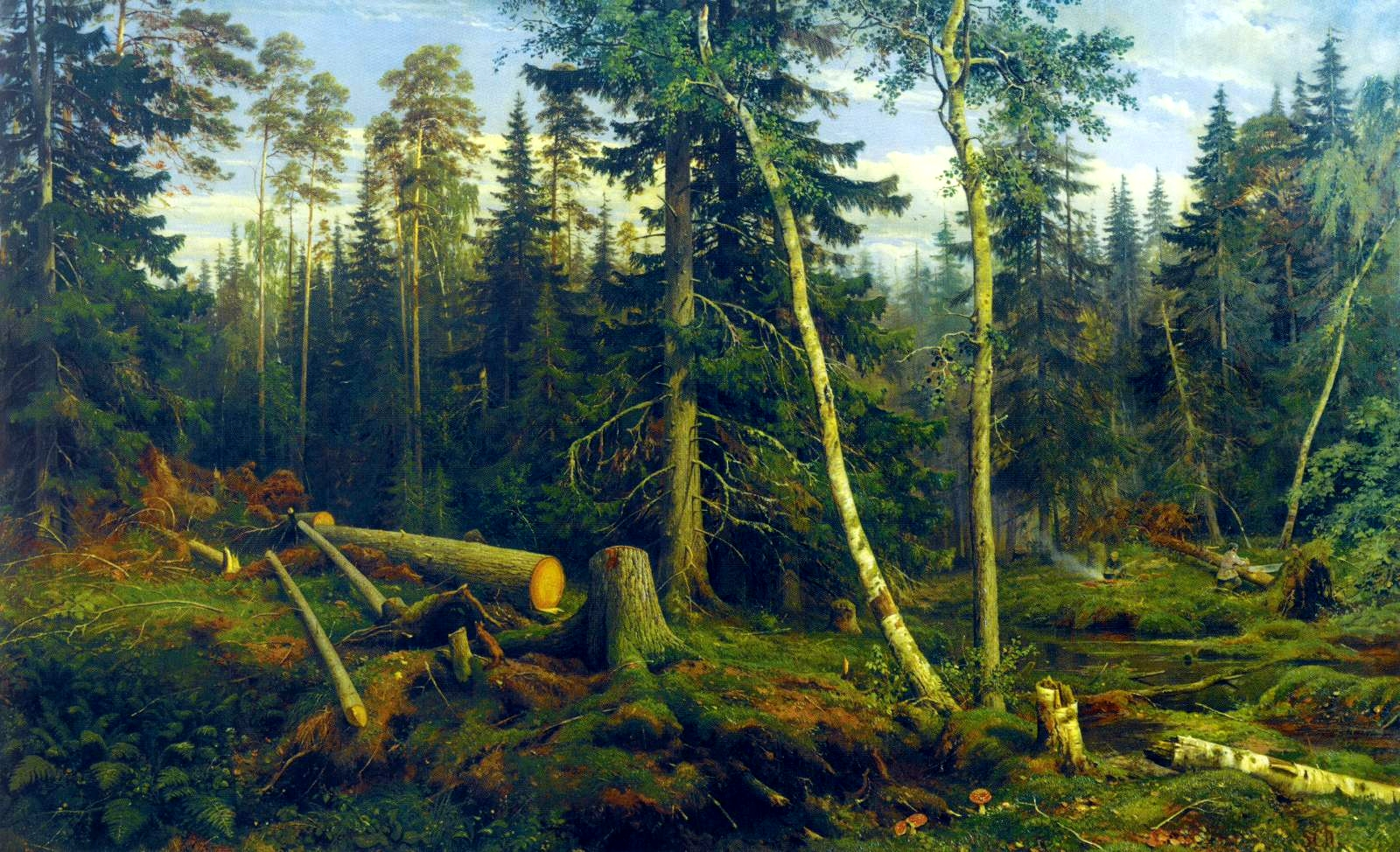
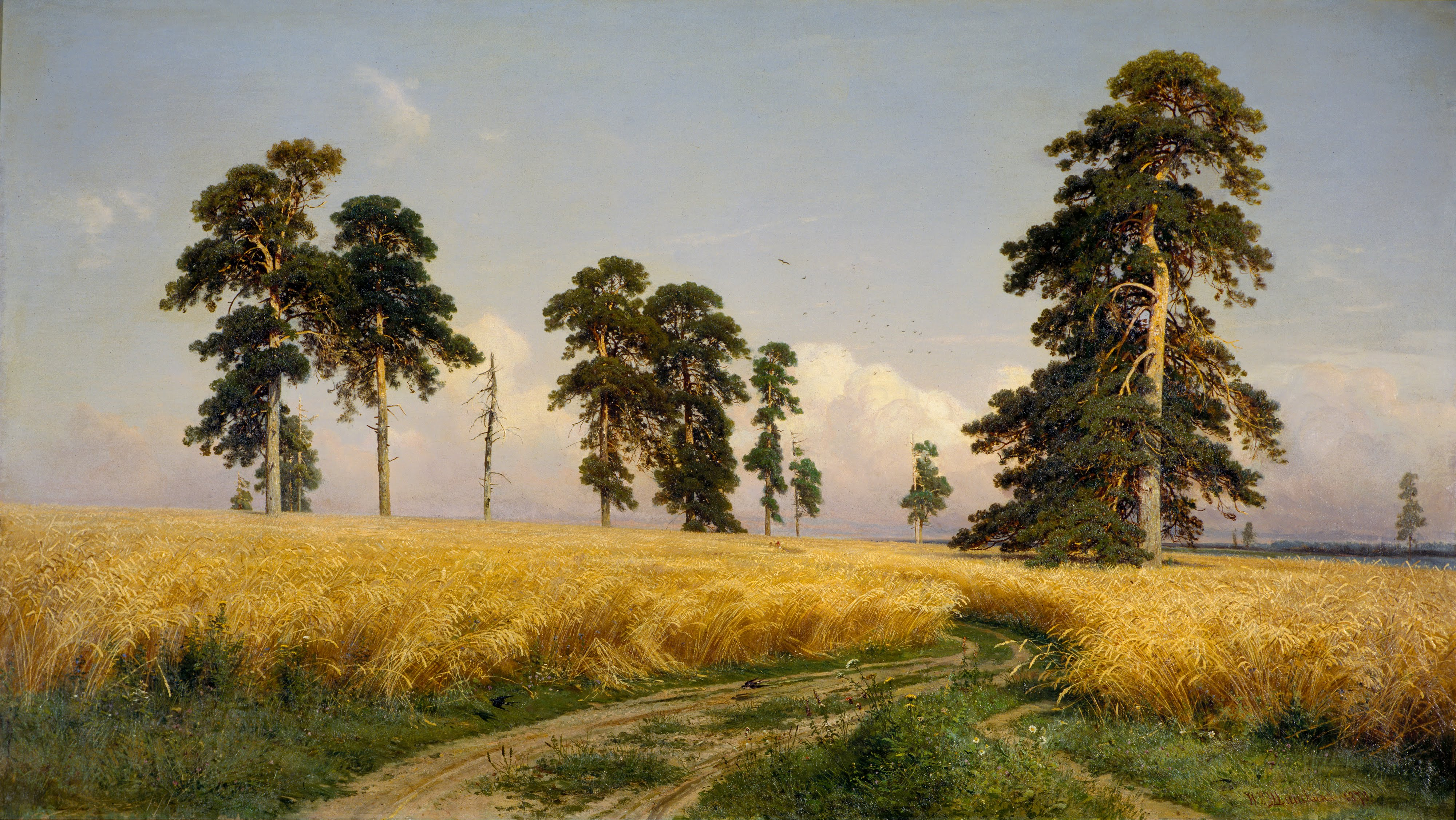